# Psolidium minutum
Psolidium minutum is een zeekomkommer uit de familie Psolidae.
De wetenschappelijke naam van de soort werd in 1938 gepubliceerd door Hubert Lyman Clark.